# Topcompétition
La Topcompétition, ou Lotto-Topcompétition, est un calendrier de courses cyclistes sur route masculines belges établi annuellement par la Royale ligue vélocipédique belge et donnant lieu à un classement des coureurs belges de moins de 27 ans et des équipes belges y participant.

## Courses
Le calendrier de la Topcompétition 2012 comprend neuf courses, figurant au calendrier de l'UCI Europe Tour 2012 en catégorie 1.2, :
1. Flèche flamande-Harelbeke (Vlaamse Pijl)
2. Course des chats-Deinze-Ypres (Kattekoers)
3. Zellik-Galmaarden
4. Circuit de Wallonie-Fleurus
5. Grand Prix Criquielion-Deux-Acren
6. Mémorial Philippe Van Coningsloo-Waver-Rijmenam
7. Flèche ardennaise-Hervé
8. Circuit Het Nieuwsblad espoirs-Zottegem (Omloop Het Nieuwsblad)
9. Grand Prix de la ville de Geel (Grote Prijs Stad Geel)

## Participation
En 2012, le règlement établi par la Royale ligue vélocipédique belge (RLVB) ouvre la Topcompétition :
- aux équipes continentales professionnelles et équipes continentales belges. Les premières peuvent participer épreuve par épreuve, les secondes doivent participer à toutes les courses ;
- aux clubs belges et sélections régionales, sur candidature auprès de la RLVB. Les clubs retenus s'engagent à participer à toutes les courses.

Outre ces équipes, chaque organisateur de course doit inviter au moins cinq équipes étrangères (équipes continentales, équipes de clubs, équipes régionales ou nationales) et « peut attribuer des wild cards à des équipes belges (de clubs et/ou régionales) ou des équipes étrangères (de clubs, nationales, continentales) ».
« Un maximum de 28 équipes peut participer à chaque épreuve comptant pour la Lotto-Topcompétition. Le nombre de participants par équipe est de maximum 7 et de minimum 5 ».

## Classements
Les classements des épreuves de la Topcompétition permettent d'attribuer des points aux coureurs et aux équipes y participant et d'établir les classements individuel et par équipe de la Topcompétition.
« Seules les équipes de clubs belges et les équipes continentales sur route belges retenues entrent en ligne de compte pour les points comptant pour la Lotto-Topcompétition 2012, à condition qu’elles sélectionnent dans chaque épreuve que des coureurs nés en 1986 ou après. Dans le cas contraire les équipes de clubs ou continentales ni leurs coureurs n’obtiennent des points pour l’épreuve concernée. Une équipe de club belge ou une équipe continentale sur route belge peut participer avec des coureurs de nationalité étrangère, toutefois ces coureurs n’entreront pas en ligne de compte pour le classement interclubs ni pour le classement individuel ».
Ainsi, ne sont concernés par le classement individuel que « les coureurs belges des équipes de clubs belges retenues ou des équipes continentales sur route belges nés en 1986 ou après ». Les 25 premiers coureurs de chaque épreuve marquent des points (de 30 pour le premier à 1 pour le 25e).
Le classement par équipes de chaque épreuve est réalisée en additionnant les temps des trois meilleurs coureurs belges de chaque équipe. Des points sont attribués selon ce classement, de 30 points pour la première équipe à un pour la 28e, et permettent de réaliser un classement général par équipes.

## Palmarès
| Année | Premier du classement individuel                                          | Premier du classement par équipes  |
| ----- | ------------------------------------------------------------------------- | ---------------------------------- |
| 2002  |                                                                           |                                    |
| 2003  |                                                                           |                                    |
| 2004  |                                                                           |                                    |
| 2005  | Evert Verbist (Profel)                                                    | Beveren 2000                       |
| 2006  | Geert Steurs (Pictoflex-Bikeland)                                         | Beveren 2000                       |
| 2007  | Kevyn Ista (Pôle Continental Wallon Bodysol-Euromillions)                 | Beveren 2000                       |
| 2008  | Bert De Backer (Beveren 2000)                                             | Beveren 2000                       |
| 2009  | Jens Keukeleire (Équipe cycliste WC Soenens-Yawadoo-Germond Ingelmunster) | Beveren 2000                       |
| 2010  | Laurens De Vreese (Beveren 2000)                                          | PWS Eijssen                        |
| 2011, | Olivier Pardini (Wallonie Bruxelles-Crédit agricole)                      | Wallonie Bruxelles-Crédit agricole |
| 2012, | Benjamin Verraes (Bofrost-Steria)                                         | Lotto-Belisol U23                  |
| 2013  | Nicolas Vereecken (An Post-ChainReaction)                                 | Lotto-Belisol U23                  |
| 2014  | Kenneth Van Rooy (Lotto-Belisol U23)                                      | Lotto-Belisol U23                  |
| 2015  | Nicolas Vereecken (3M)                                                    | Lotto-Soudal U23                   |
| 2016  | Rob Leemans (Baguet-MIBA Poorten-Indulek-Derito)                          | Lotto-Soudal U23                   |
| 2017  | Arjen Livyns (Pauwels Sauzen-Vastgoedservice)                             | Lotto-Soudal U23                   |
| 2018  | Arne Marit (Lotto-Belisol U23)                                            | EFC-L&R-Vulsteke                   |